# Dobrava, Gameljščica
Dobrava (razločitvena stran)
Dobrava, tudi Graben, je potok, ki teče skozi naselje Vojsko v občini Vodice, severovzhodno od Ljubljane. V bližini naselja Zgornje Gameljne (med hriboma Šmarna gora in Rašica) se steka v strugo Gameljščice - ta pa se nedaleč od tod kot levi pritok izliva v reko Savo. Dobrava se v svojem zgornjem toku imenuje Graben. Graben izvira iz Koseškega ali Phliškega bajerja v vasi Šinkov Turn, teče skozi Selo pri Vodicah, skozi vas Vesca, od Vojskega dalje pa pot nadaljuje kot Dobrava.